# Eparchia di Kam"janec'-Podil's'kyj

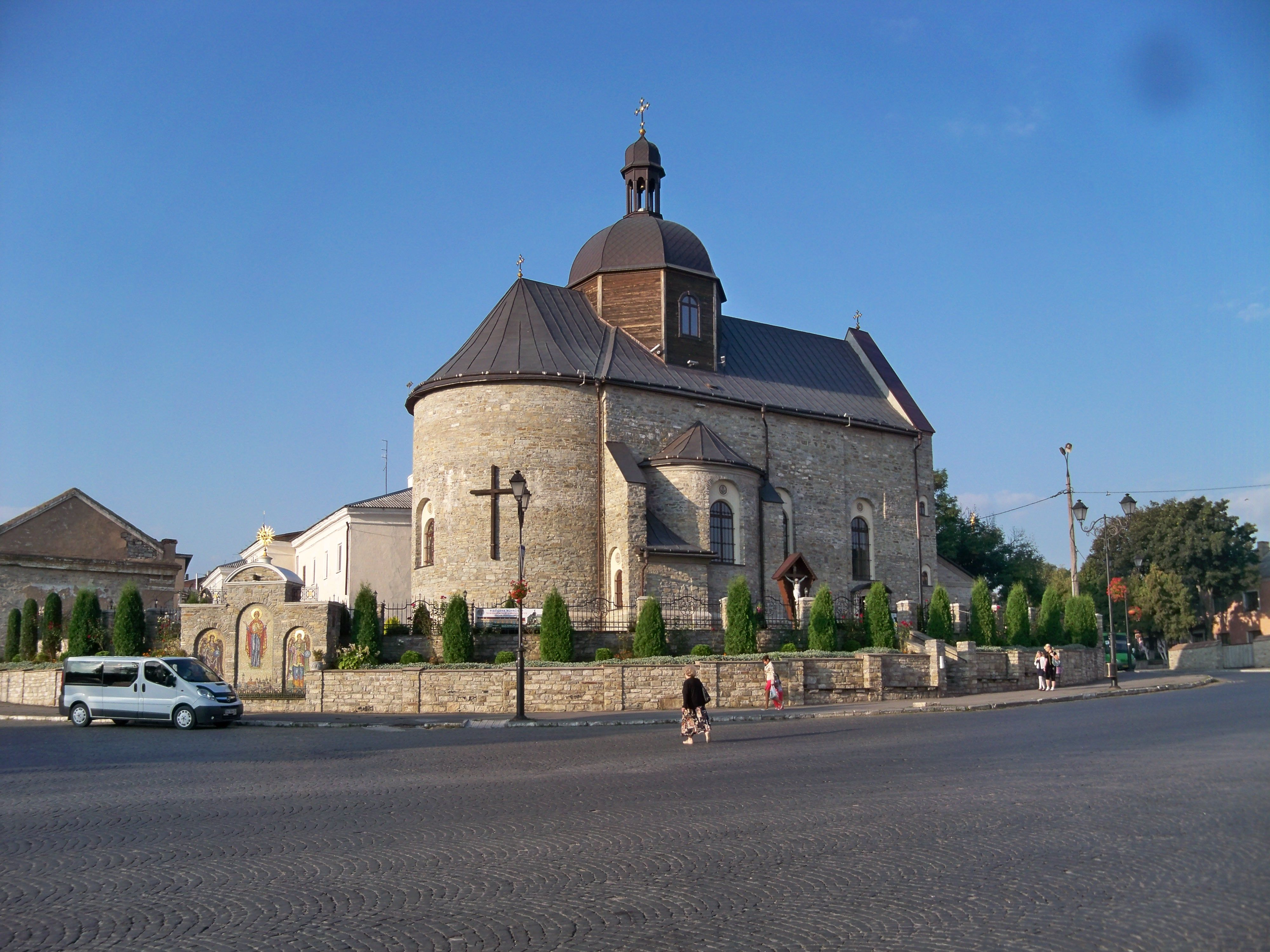
La moderna chiesa della Santissima Trinità di Kam"janec'-Podil's'kyj, ricostruita negli Anni Novanta sul sito della vecchia chiesa distrutta dai sovietici nel 1935.

L'eparchia di Kam"janec'-Podil's'kyj (in latino: Eparchia Camenecensis Ucrainorum) è una sede della Chiesa greco-cattolica ucraina suffraganea dell'arcieparchia di Ternopil'-Zboriv. Nel 2021 contava 24.750 battezzati su 1.267.400 abitanti. È retta dall'eparca Ivan Kulyk.

## Territorio
L'eparchia si trova nell'ovest dell'Ucraina e comprende l'intera oblast' di Chmel'nyc'kyj.
Sede eparchiale è la città di Chmel'nyc'kyj, dove sorge la cattedrale della Natività della Vergine Maria. Il nome dell'eparchia proviene dalla città di Kam"janec'-Podil's'kyj, compresa nel territorio eparchiale e anticamente sede episcopale.
Il territorio si estende su 20.629 km² ed è suddiviso in 118 parrocchie.

## Storia
Kam"janec'-Podil's'kyj (più conosciuta nelle fonti con il nome polacco di Kamieniec) e il territorio della Podolia facevano parte, fin dal XII secolo dell'arcieparchia di Kiev; nel 1539 fu sottomessa alla giurisdizione dei vescovi di Leopoli, i quali si fregiarono del titolo di vescovi di Leopoli, Halyč e Kamieniec. Attorno al 1700 i vescovi di Leopoli aderirono all'unione di Brest, diventando un'eparchia della Chiesa greco-cattolica ucraina, e mantennero i titoli di Halyč e Kamieniec fino al 2004, quando questi passarono agli arcivescovi maggiori di Kiev-Halyč, i quali detennero il titolo "vescovi di Kamieniec" fino al 2015.
Benché non sia mai stata eretta un'eparchia, Kam"janec' fu dunque sede di un titolo vescovile e non di rado nei documenti antichi si trova la menzione di un'"eparchia di Kamieniec" per indicare quella parte del vasto territorio dell'eparchia di Leopoli che corrispondeva alla Podolia. Kam"janec' aveva anche una cattedrale, dedicata alla Santissima Trinità, che il vescovo Atanazy Szeptyckyj (1715-1729) affidò ai monaci basiliani. Ed era anche sede stabile di un vicario generale dell'eparchia di Leopoli, con ampi poteri giurisdizionali sull'intera Podolia, che nel 1772 contava 25 decanati e quasi 1000 parrocchie.
In seguito alla prima spartizione della Polonia, la "diocesi di Kamieniec" si trovò divisa, poiché alcuni decanati erano passati sotto il governo austriaco, mentre la città di Kam"janec' e la maggior parte del territorio restarono nella Confederazione polacco-lituana. Nel 1774 e nel 1790 furono fatti tentativi per erigere canonicamente un'eparchia indipendente, che però non andarono a buon fine. Per riaffermare la propria giurisdizione su questa parte della sua diocesi, l'eparca di Leopoli Piotr Bielański visitò più volte la città di Kam"janec' e nel 1790 vi aprì un seminario minore.
Con la seconda spartizione della Polonia (1793) Kam"janec' entrò a far parte dell'impero russo. Iniziò da questo momento un periodo di persecuzione nei confronti dei greco-cattolici, a causa della politica repressiva da parte del governo zarista, che mirava alla conversione forzata all'ortodossia dei fedeli greco-cattolici. Oltre 800 parrocchie greco-cattoliche passarono alla chiesa ortodossa russa, che istituì a Kam"janec' nel 1795 un'eparchia ortodossa. Dell'antica "diocesi di Kamieniec" restarono solo un centinaio di parrocchie, sottomesse ai vescovi di Leopoli, nell'impero austriaco.
Con la fine dell'Unione Sovietica e la nascita dell'Ucraina indipendente, nei primi Anni Novanta del XX secolo il territorio fu riorganizzato dal punto di vista ecclesiastico e Kam"janec'-Podil's'kyj divenne parte dell'arcieparchia di Ternopil'-Zboriv, mentre i metropoli di Leopoli continuarono a fregiarsi del titolo di "vescovi di Kam"janec'-Podil's'kyj".
L'eparchia di Kam"janec'-Podil's'kyj è stata eretta dal Sinodo dei Vescovi della Chiesa greco-cattolica ucraina, riunito a Ivano-Frankivs'k dal 31 agosto al 6 settembre 2015, con territorio dismembrato da quello dell'arcieparchia di Ternopil'-Zboriv. L'11 dicembre 2015 papa Francesco ha concesso il suo assenso all'erezione di questa nuova eparchia, e lo stesso giorno è stata canonicamente istituita con decreto dell'arcivescovo maggiore Svjatoslav Ševčuk.
Solo quattro anni dopo è stato nominato il primo eparca, Ivan Kulyk, già parroco dei Santi Sergio e Bacco degli Ucraini a Roma.

## Cronotassi degli eparchi
Si omettono i periodi di sede vacante non superiori ai 2 anni o non storicamente accertati.
- Sede vacante (2015-2019)

- Ivan Kulyk, dal 10 settembre 2019

## Statistiche
L'eparchia nel 2021 su una popolazione di 1.267.400 persone contava 24.750 battezzati, corrispondenti al 2,0% del totale.
| anno | popolazione | popolazione | popolazione | presbiteri | presbiteri | presbiteri | presbiteri                | diaconi | religiosi | religiosi | parrocchie |
| anno | battezzati  | totale      | %           | numero     | secolari   | regolari   | battezzati per presbitero | diaconi | uomini    | donne     | parrocchie |
| ---- | ----------- | ----------- | ----------- | ---------- | ---------- | ---------- | ------------------------- | ------- | --------- | --------- | ---------- |
| 2015 | 20.000      | 1.298.304   | 1,5         | 31         | 27         | 4          | 645                       |         | 6         | 2         | 54         |
| 2016 | 20.000      | 1.298.304   | 1,5         | 33         | 29         | 4          | 606                       |         | 6         | 8         | 75         |
| 2019 | 19.700      | 1.277.940   | 1,5         | 30         | 30         |            | 656                       |         | 2         | 2         | 118        |
| 2021 | 24.750      | 1.267.400   | 2,0         | 41         | 36         | 5          | 603                       | 1       | 7         | 5         | 118        |